# Кућа породице Поповић-Предић у Београду
Кућа породице Поповић-Предић у Београду, у улици Пушкинова 21 на Сењаку, подигнута је 1937. године, у некадашњем летњем боравишту Београђана. Браћа Поповић изградили су кућу у жељи да за себе обезбеде мирно место за рад. Представља непокретно културно добро као споменик културе.

## Изглед куће
Кућа је скромних димензија и непретенциозне архитектуре, изграђена по пројекту архитекте Михаила Радовановића, смештена у углу пространог имања на његовом највишем делу и у целости је подређена жељи да не угрожава природно окружење у којем се налази. Значај грађевине проистиче из чињенице да су у њој живели и стварали угледни Београђани: књижевни критичар и естетичар Богдан Поповић (1863-1944), српски посланик и државник Димитрије Поповић (1866-1940) и историчар књижевности Павле Поповић (1868-1939), као и да се у кући налази њихова богата заоставштина.
Читав низ година у кући је живео и драматург и управник Народног позоришта Милан Предић (1881-1972), синовац сликара Уроша Предића. После његове смрти у кући је остао велики број докумената, личних ствари и слика познатог сликара.